# Dolina Issy (film)
Dolina Issy – polski film psychologiczny i poetycki z roku 1982, w reżyserii Tadeusza Konwickiego i na podstawie jego scenariusza. Ekranizacja powieści Czesława Miłosza o tym samym tytule.
Konwicki odczytał powieść Miłosza na swój własny sposób. Ważniejsze niż zarys fabuły (powieść wyrazistej fabuły nie posiada) stają się w filmie obrazy (pejzaże, scenografia, wygląd postaci). W całość zostały wplecione poetyckie utwory Czesława Miłosza.
Akcja filmu toczy się na Litwie w początkach XX wieku. Osią konstrukcyjną fabuły są:
- losy Tomaszka, małego chłopca
- romans księdza Peikswy z gosposią Magdaleną
- nieszczęśliwa miłości pokojówki Barbary do jej pana – Romualda
- postępujący obłęd leśnika Baltazara

Pojawiają się też istoty ze świata nadprzyrodzonego (folklor litewski).

## Obsada
- Anna Dymna − jako Magdalena, gospodyni księdza Peikswy
- Maria Pakulnis − jako Barbarka, służąca Romualda
- Danuta Szaflarska − jako Michalina Surkontowa, babcia Tomaszka
- Ewa Wiśniewska − jako Helena Juchniewicz, ciotka Tomaszka
- Edward Dziewoński − jako Kazimierz Surkont, dziadek Tomaszka
- Krzysztof Gosztyła − jako leśnik Baltazar
- Jerzy Kamas − jako Romuald Bukowski, sąsiad Surkontów
- Jerzy Kryszak − jako diabeł Niemczyk
- Maciej Mazurkiewicz − jako Tomaszek
- Ewa Kuzyk-Florczak − jako Antonina, służąca Surkontów
- Anna Juszkiewicz(inne języki) − jako pokojówka Surkontów
- Marta Lipińska − jako Tekla Dilbinowa z Surkontów, matka Tomaszka
- Hanna Skarżanka − jako Bukowska, matka Romualda, Dionizego i Wiktora
- Joanna Szczepkowska − jako rabin
- Włodzimierz Boruński − jako sekretarz rabina
- Tadeusz Bradecki − jako ksiądz Peikswa
- Tadeusz Chudecki − jako Domcio Malinowski
- Józef Duriasz − jako Józef Czarny
- Gustaw Lutkiewicz − jako Łuk Juchniewicz, mąż ciotki Heleny
- Igor Śmiałowski − jako ksiądz Monkiewicz, następca księdza Peikswy
- Marek Walczewski − jako czarownik Masiulis
- Elżbieta Jasińska − jako Pola
- Halina Machulska − jako Akulonisowa
- Urszula Janowicz − jako Onutė Akulonis, koleżanka Tomaszka
- Marek Bargiełowski − jako Dionizy, brat Romualda
- Czesław Lasota − jako Szatybełko
- Bernard Ładysz − jako żołnierz rosyjski, zabity przez Baltazara
- Olgierd Łukaszewicz − jako Wiktor, brat Romualda
- Zdzisław Tobiasz − jako aktor "oficer niemiecki" na planie filmu
- Ryszard Zatorski − jako zamachowiec Wackonis, nacjonalista litewski